# Medalistki mistrzostw świata w short tracku
Lista medalistek mistrzostw świata w short tracku.

## Medalistki

### Klasyfikacja łączna
| Rok               | Złoto                        | Srebro                            | Brąz                          |
| Champaign 1976    | Celeste Chlapaty             | Kathy Vogt                        | Peggy Hartrich                |
| Grenoble 1977     | Brenda Webster               | Kathy Vogt                        | Valie Reimann                 |
| Solihull 1978     | Sarah Docter                 | Miyoshi Kato                      | Patty Lyman                   |
| Quebec 1979       | Sylvie Daigle                | Cathy Turnbull                    | Miyoshi Kato                  |
| Mediolan 1980     | Miyoshi Kato                 | Mika Kato                         | Cathy Turnbull                |
| Meudon 1981       | Miyoshi Kato                 | Mika Kato                         | Louise Begin                  |
| Moncton 1982      | Maryse Perreault             | Louise Begin                      | Sylvie Daigle                 |
| Tokio 1983        | Sylvie Daigle                | Mika Kato                         | Miyoshi Kato Maryse Perreault |
| Peterborough 1984 | Mariko Kinoshita             | Sylvie Daigle                     | Bonnie Blair Nathalie Lambert |
| Amsterdam 1985    | Eiko Shishii                 | Bonnie Blair                      | Nathalie Lambert              |
| Chamonix 1986     | Bonnie Blair                 | Nathalie Lambert Maryse Perreault |                               |
| Montreal 1987     | Eiko Shishii                 | Nathalie Lambert                  | Mariko Kinoshita              |
| St. Louis 1988    | Sylvie Daigle                | Yumiko Yamada                     | Eiko Shishii                  |
| Solihull 1989     | Sylvie Daigle                | Maryse Perreault                  | Guo Hongru                    |
| Amsterdam 1990    | Sylvie Daigle                | Joelle van Koestveld              | Eden Donatelli                |
| Sydney 1991       | Nathalie Lambert             | Sylvie Daigle                     | Zhang Yanmei                  |
| Denver 1992       | Kim So-hee                   | Li Yan                            | Nobuku Yamada                 |
| Pekin 1993        | Nathalie Lambert             | Chun Lee-kyung                    | Zhang Yanmei                  |
| Guildford 1994    | Nathalie Lambert             | Kim So-hee                        | Kim Ryang-hee                 |
| Gjøvik 1995       | Chun Lee-kyung               | Wang Chunlu                       | Kim Yun-mi                    |
| Haga 1996         | Chun Lee-kyung               | Won Hye-kyung                     | Isabella Charest              |
| Nagano 1997       | Chun Lee-kyung Yang Yang (A) |                                   | Won Hye-kyung                 |
| Wiedeń 1998       | Yang Yang (A)                | Chun Lee-kyung Wang Chunlu        |                               |
| Sofia 1999        | Yang Yang (A)                | Yang Yang (S)                     | Kim Moon-jung                 |
| Sheffield 2000    | Yang Yang (A)                | An Sang-mi                        | Yang Yang (S)                 |
| Jeonju 2001       | Yang Yang (A)                | Wang Chunlu                       | Ewgenija Radanowa             |
| Montreal 2002     | Yang Yang (A)                | Ko Gi-hyun                        | Ewgenija Radanowa             |
| Warszawa 2003     | Choi Eun-kyung               | Yang Yang (A)                     | Kim Min-jee                   |
| Göteborg 2004     | Choi Eun-kyung               | Wang Meng                         | Byun Chun-sa                  |
| Pekin 2005        | Jin Sun-yu                   | Choi Eun-kyung                    | Kang Yun-mi                   |
| Minneapolis 2006  | Jin Sun-yu                   | Wang Meng                         | Kalyna Roberge                |
| Mediolan 2007     | Jin Sun-yu                   | Jung Eun-ju                       | Kalyna Roberge                |
| Gangneung 2008    | Wang Meng                    | Zhou Yang                         | Yang Shin-young               |
| Wiedeń 2009       | Wang Meng                    | Kim Min-jung                      | Zhou Yang                     |
| Sofia 2010        | Park Seung-hi                | Wang Meng                         | Cho Ha-ri                     |
| Sheffield 2011    | Cho Ha-ri                    | Katherine Reutter                 | Arianna Fontana               |
| Szanghaj 2012     | Li Jianrou                   | Valérie Maltais                   | Arianna Fontana               |
| Debreczyn 2013    | Wang Meng                    | Park Seung-hi                     | Shim Suk-hee                  |
| Montreal 2014     | Shim Suk-hee                 | Park Seung-hi                     | Valérie Maltais               |
| Moskwa 2015       | Choi Min-jeong               | Arianna Fontana                   | Shim Suk-hee                  |
| Seul 2016         | Choi Min-jeong               | Marianne St-Gelais                | Elise Christie                |
| Rotterdam 2017    | Elise Christie               | Marianne St-Gelais                | Shim Suk-hee                  |
| Montreal 2018     | Choi Min-jeong               | Shim Suk-hee                      | Li Jinyu                      |

### 500 m
| Rok              | Złoto          | Srebro              | Brąz               |
| Jeonju 2001      | Wang Chunlu    | Yang Yang (A)       | Yang Yang (S)      |
| Montreal 2002    | Yang Yang (A)  | Ewgenija Radanowa   | Wang Chunlu        |
| Warszawa 2003    | Yang Yang (A)  | Amélie Goulet-Nadon | Fu Tianyu          |
| Göteborg 2004    | Wang Meng      | Marta Capurso       | Choi Eun-kyung     |
| Pekin 2005       | Yang Yang (A)  | Wang Meng           | Fu Tianyu          |
| Minneapolis 2006 | Wang Meng      | Fu Tianyu           | Kalyna Roberge     |
| Mediolan 2007    | Kalyna Roberge | Arianna Fontana     | Jung Eun-ju        |
| Gangneung 2008   | Wang Meng      | Liu Qiuhong         | Kalyna Roberge     |
| Wiedeń 2009      | Wang Meng      | Liu Qiuhong         | Jessica Gregg      |
| Sofia 2010       | Wang Meng      | Kalyna Roberge      | Marianne St-Gelais |
| Sheffield 2011   | Fan Kexin      | Arianna Fontana     | Liu Qiuhong        |
| Szanghaj 2012    | Fan Kexin      | Arianna Fontana     | Lana Gehring       |
| Debreczyn 2013   | Wang Meng      | Park Seung-hi       | Fan Kexin          |
| Montreal 2014    | Park Seung-hi  | Elise Christie      | Fan Kexin          |
| Moskwa 2015      | Fan Kexin      | Elise Christie      | Arianna Fontana    |
| Seul 2016        | Fan Kexin      | Marianne St-Gelais  | Qu Chunyu          |
| Rotterdam 2017   | Fan Kexin      | Marianne St-Gelais  | Kim Ji-yoo         |
| Montreal 2018    | Choi Min-jeong | Natalia Maliszewska | Qu Chunyu          |

### 1000 m
| Rok              | Złoto             | Srebro             | Brąz              |
| Jeonju 2001      | Yang Yang (A)     | Wang Chunlu        | Yang Yang (S)     |
| Montreal 2002    | Yang Yang (A)     | Ko Gi-hyun         | Ewgenija Radanowa |
| Warszawa 2003    | Ewgenija Radanowa | Choi Eun-kyung     | Yang Yang (A)     |
| Göteborg 2004    | Choi Eun-kyung    | Byun Chun-sa       | Fu Tianyu         |
| Pekin 2005       | Choi Eun-kyung    | Jin Sun-yu         | Wang Meng         |
| Minneapolis 2006 | Jin Sun-yu        | Wang Meng          | Kalyna Roberge    |
| Mediolan 2007    | Jin Sun-yu        | Jung Eun-ju        | Zhou Yang         |
| Gangneung 2008   | Wang Meng         | Zhou Yang          | Kalyna Roberge    |
| Wiedeń 2009      | Wang Meng         | Kim Min-jung       | Shin Sae-bom      |
| Sofia 2010       | Wang Meng         | Cho Ha-ri          | Katherine Reutter |
| Sheffield 2011   | Cho Ha-ri         | Arianna Fontana    | Katherine Reutter |
| Szanghaj 2012    | Cho Ha-ri         | Li Jianrou         | Valérie Maltais   |
| Debreczyn 2013   | Wang Meng         | Jorien ter Mors    | Elise Christie    |
| Montreal 2014    | Shim Suk-hee      | Park Seung-hi      | Valérie Maltais   |
| Moskwa 2015      | Choi Min-jeong    | Elise Christie     | Arianna Fontana   |
| Seul 2016        | Choi Min-jeong    | Elise Christie     | Kasandra Bradette |
| Rotterdam 2017   | Elise Christie    | Marianne St-Gelais | Suzanne Schulting |
| Montreal 2018    | Shim Suk-hee      | Sofia Prosfirnowa  | Li Jinyu          |

### 1500 m
| Rok              | Złoto              | Srebro             | Brąz                |
| Jeonju 2001      | Yang Yang (A)      | Ewgenija Radanowa  | Marie-Ève Drolet    |
| Montreal 2002    | Yang Yang (A)      | Ko Gi-hyun         | Amélie Goulet-Nadon |
| Warszawa 2003    | Choi Eun-kyung     | Kim Min-jee        | Yang Yang (A)       |
| Göteborg 2004    | Choi Eun-kyung     | Wang Meng          | Alanna Kraus        |
| Pekin 2005       | Jin Sun-yu         | Kang Yun-mi        | Wang Meng           |
| Minneapolis 2006 | Jin Sun-yu         | Wang Meng          | Choi Eun-kyung      |
| Mediolan 2007    | Jung Eun-ju        | Jin Sun-yu         | Byun Chun-sa        |
| Gangneung 2008   | Wang Meng          | Yang Shin-young    | Zhou Yang           |
| Wiedeń 2009      | Kim Min-jung       | Zhou Yang          | Shin Sae-bom        |
| Sofia 2010       | Park Seung-hi      | Lee Eun-byul       | Cho Ha-ri           |
| Sheffield 2011   | Katherine Reutter  | Park Seung-hi      | Cho Ha-ri           |
| Szanghaj 2012    | Li Jianrou         | Liu Qiuhong        | Marie-Ève Drolet    |
| Debreczyn 2013   | Park Seung-hi      | Shim Suk-hee       | Marianne St-Gelais  |
| Montreal 2014    | Shim Suk-hee       | Kim A-lang         | Park Seung-hi       |
| Moskwa 2015      | Arianna Fontana    | Shim Suk-hee       | Choi Min-jeong      |
| Seul 2016        | Marianne St-Gelais | Choi Min-jeong     | Elise Christie      |
| Rotterdam 2017   | Elise Christie     | Marianne St-Gelais | Shim Suk-hee        |
| Montreal 2018    | Choi Min-jeong     | Shim Suk-hee       | Kim Boutin          |

### 3000 m
| Rok              | Złoto             | Srebro             | Brąz              |
| Jeonju 2001      | Yang Yang (A)     | Wang Meng          | Ewgenija Radanowa |
| Montreal 2002    | Choi Eun-kyung    | Ewgenija Radanowa  | Ko Gi-hyun        |
| Warszawa 2003    | Kim Min-jee       | Choi Eun-kyung     | Cho Ha-ri         |
| Göteborg 2004    | Byun Chun-sa      | Fu Tianyu          | Marta Capurso     |
| Pekin 2005       | Kang Yun-mi       | Jin Sun-yu         | Choi Eun-kyung    |
| Minneapolis 2006 | Jin Sun-yu        | Wang Meng          | Allison Baver     |
| Mediolan 2007    | Jin Sun-yu        | Jung Eun-ju        | Zhou Yang         |
| Gangneung 2008   | Zhou Yang         | Jung Eun-ju        | Katherine Reutter |
| Wiedeń 2009      | Zhou Yang         | Kim Min-jung       | Shin Sae-bom      |
| Sofia 2010       | Park Seung-hi     | Cho Ha-ri          | Lee Eun-byul      |
| Sheffield 2011   | Cho Ha-ri         | Katherine Reutter  | Liu Qiuhong       |
| Szanghaj 2012    | Valérie Maltais   | Arianna Fontana    | Marie-Ève Drolet  |
| Debreczyn 2013   | Shim Suk-hee      | Marianne St-Gelais | Jorien ter Mors   |
| Montreal 2014    | Shim Suk-hee      | Park Seung-hi      | Valérie Maltais   |
| Moskwa 2015      | Choi Min-jeong    | Shim Suk-hee       | Kim A-lang        |
| Seul 2016        | Suzanne Schulting | Guo Yihan          | Elise Christie    |
| Rotterdam 2017   | Shim Suk-hee      | Kim Ji-yoo         | Elise Christie    |
| Montreal 2018    | Choi Min-jeong    | Li Jinyu           | Kim A-lang        |

### Sztafeta
| Rok               | Złoto                                                                                            | Srebro | Brąz                                                                                                   |
| Champaign 1976    | Stany Zjednoczone · Denise Chlapaty · Celeste Chlapaty · Peggy Hartrich · Kris Garbe             | Kanada · Pat Durnin · Kathy Vogt · Marjolaine Gagnon · Margaret Hanson                                      | |
| Grenoble 1977     | Stany Zjednoczone · Peggy Hartrich · Celeste Chlapaty · Valie Reimann · Vickie Reimann           | Kanada · Cathy Turnbull · Kathy Vogt · Brenda Webster · Nancy Dernin                                        | Japonia · Miyako Kasahara · Seiko Mizutani · Miyoshi Kato · Mika Kato · Chiyoko Sugiara                |
| Solihull 1978     | Stany Zjednoczone · Sarah Docter · Peggy Hartrich · Dorothea Boyce · Patty Lyman                 | Kanada · Brenda Webster · Cathy Turnbull · Sylvie Daigle · Denise Gagnon                                    | Japonia · Mika Kato · Miyoshi Kato · Miyako Kasahara · Seiko Mizutani · Minako Kuwabara                |
| Quebec 1979       | Kanada · Cathy Turnbull · Brenda Webster · Sylvie Daigle · Anne Girard · Lucie Gagnon            | Stany Zjednoczone · Dorothea Boyce · Cathy Turner · Peggy Hartrich · Margaret Burns                         | Japonia · Miyoshi Kato · Mika Kato · Miyako Kasahara · Seiko Mizutani                                  |
| Mediolan 1980     | Włochy · Elena Belci-Dal Farra · Angela Fiscina · Marzia Peretti · Daniela Orgiazzi              | Japonia · Miyoshi Kato · Mika Kato · Seiko Mizutani · Minako Kuwabara · Kumi Kawai                          | Stany Zjednoczone · Gloria Bogacki · Margaret Burns · Lydia Stephans · Diana Bruck                     |
| Meudon 1981       | Kanada · Louise Begin · Nathalie Grondin · Maryse Perreault · Marie-José Martin                  | Stany Zjednoczone · Gloria Bogacki · Barbara Johnson · Lydia Stephans · Pamela Mercer                       | Wielka Brytania · Kay Dibling · Lisa Harrold · Amanda Horsepool · Marie Cannon · Carol New             |
| Moncton 1982      | Kanada · Maryse Perreault · Louise Begin · Sylvie Daigle · Nathalie Grondin · Marie-José Martin  | Japonia · Miyoshi Kato · Mika Kato · Tsugumi Watanabe · Eiko Shishii · Mariko Kinoshita                     | Australia · Gail Sandercock · Eva Fabian · Judy-Ann Baber · Jenny Weir · Pam Cavanaugh                 |
| Tokio 1983        | Kanada · Sylvie Daigle · Maryse Perreault · Nathalie Lambert · Marie-José Martin                 | Japonia · Miyoshi Kato · Eiko Shishii · Hiromi Takeuchi · Mika Kato · Mariko Kinoshita                      | Stany Zjednoczone · Bonnie Blair · Lydia Stephans · Michelle Kline · Gloria Bogacki · Maura d'Andrea   |
| Peterborough 1984 | Kanada · Sylvie Daigle · Nathalie Lambert · Maryse Perreault · Marie-José Martin                 | Japonia · Hiromi Takeuchi · Eiko Shishii · Tsugumi Watanabe · Mariko Kinoshita                              | Stany Zjednoczone · Bonnie Blair · Lydia Stephans · Becky Mane · Wendy Goelz · Michelle Fang           |
| Amsterdam 1985    | Japonia · Hiromi Takeuchi · Eiko Shishii · Tsugumi Watanabe · Mariko Kinoshita                   | Kanada · Susan Auch · Maryse Perreault · Nathalie Lambert · Marie-José Martin                               | Holandia · Esmeralda Ossendrijver · Jolanda de Vries · Simone Velzeboer · Manuela ten Kortenaar-Ossen  |
| Chamonix 1986     | Kanada · Susan Auch · Nathalie Lambert · Ariane Loignon · Eden Donatelli · Maryse Perreault      | Japonia · Hiromi Takeuchi · Mariko Kinoshita · Eiko Shishii · Yumiko Yamada                                 | Holandia · Esmeralda Ossendrijver · Monique Velzeboer · Simone Velzeboer · Manuela ten Kortenaar-Ossen |
| Montreal 1987     | Kanada · Nathalie Lambert · Eden Donatelli · Lisa Sablatash · Maryse Perreault · Cathy Morin     | Japonia · Hiromi Takeuchi · Eiko Shishii · Mariko Kinoshita · Nobuko Yamada                                 | Włochy · Cristina Sciolla · Barbara Mussio · Maria Rosa Candido · Gabriella Monteduro                  |
| St. Louis 1988    | Kanada · Susan Auch · Nathalie Lambert · Sylvie Daigle · Eden Donatelli · Annie Perreault        | Japonia · Hiromi Takeuchi · Eiko Shishii · Mariko Kinoshita · Yumiko Yamada · Nobuko Yamada                 | Chiny · Li Yan · Qiao Jiang · Zhang Yanmei · Li Jinyan · Zheng Chunyang                                |
| Solihull 1989     | Kanada · Eden Donatelli · Sylvie Daigle · Cathy Morin · Nathalie Lambert · Annie Perreault       | Holandia · Claudia Wolvers · Monique Velzeboer · Anja van der Poel · Joëlle van Koetsveld · Priscilla Ernst | Korea Południowa · Kim So-youn · Kim Hyun-chui · Kim Jung-a · Lee Yoon-sook · Lee Hyung-jung           |
| Amsterdam 1990    | Kanada · Annie Perreault · Sylvie Daigle · Maryse Perreault · Nathalie Lambert · Eden Donatelli  | Japonia · Yumiko Yamada · Hiromi Takeuchi · Nobuko Yamada · Tamaki Shibata                                  | Holandia · Priscilla Ernst · Joëlle van Koetsveld · Monique Velzeboer · Anja van der Poel              |
| Sydney 1991       | Kanada · Annie Perreault · Sylvie Daigle · Angela Cutrone · Nathalie Lambert · Eden Donatelli    | ZSRR · Julija Własowa · Natalja Isakowa · Marina Pylajewa · Julija Ałłagułowa                               | Włochy · Ketty La Torre · Cristina Sciolla · Gabriella Monteduro · Maria Rosa Candido                  |
| Denver 1992       | Kanada · Sylvie Daigle · Eden Donatelli · Nathalie Lambert · Angela Cutrone · Annie Perreault    | Holandia · Monique Velzeboer · Simone Velzeboer · Penelopé Di Lella · Joëlle van Koetsveld                  | Francja · Valerie Barizza · Gaelle Deleglise · Sandrine Daudet · Karine Rubini · Laura Drovet          |
| Pekin 1993        | Kanada · Nathalie Lambert · Angela Cutrone · Isabelle Charest · Christine Boudrias               | Chiny · Li Yan · Wang Xiulan · Zheng Chunyang · Zhang Jie                                                   | Korea Południowa · Kim So-hee · Kim Ryang-hee · Chun Lee-kyung · Lee Yoon-sook                         |
| Guildford 1994    | Kanada · Christine Boudrias · Sylvie Daigle · Isabelle Charest · Angela Cutrone · Nathalie Lambe | Chiny · Su Xiaohua · Wang Xiulan · Yang Yang (A) · Zhang Yanmei · Zhang Jing                                | Korea Południowa · Kim Yun-mi · Chun Lee-kyung · Kim So-hee · Won Hye-kyung                            |
| Gjøvik 1995       | Chiny · Wang Chunlu · Zhang Yanmei · Yang Yang (S) · Zhang Dongxiang                             | Korea Południowa · Kim So-hee · Chun Lee-kyung · Won Hye-kyung · Kim Yun-mi                                 | Kanada · Isabelle Charest · Annie Perreault · Christine Boudrias · Tania Vicent                        |
| Haga 1996         | Włochy · Marinella Canclini · Katia Colturi · Mara Urbani · Barbara Baldissera                   | Chiny · Yang Yang (S) · Wang Chunlu · Yang Yang (A) · Sun Dandan                                            | Stany Zjednoczone · Amy Peterson · Erin Porter · Julie Goskowicz · Erin Gleason · Karen Cashman        |
| Nagano 1997       | Kanada · Isabelle Charest · Nathalie Lambert · Christine Boudrias · Annie Perreault              | Korea Południowa · Chun Lee-kyung · Won Hye-kyung · Kim Yun-mi · An Sang-mi                                 | Japonia · Ikue Teshigawara · Chikage Tanaka · Ayako Tsubaki · Nobuko Yamada                            |
| Wiedeń 1998       | Chiny · Yang Yang (A) · Yang Yang (S) · Wang Chunlu · Sun Dandan · Qin Na                        | Korea Południowa · Chun Lee-kyung · Won Hye-kyung · Kim Yun-mi · An Sang-mi                                 | Stany Zjednoczone · Amy Peterson · Erin Porter · Sarah Lang · Caroline Hallisey                        |
| Sofia 1999        | Chiny · Sun Dandan · Yang Yang (A) · Wang Chunlu · Yang Yang (S)                                 | Włochy · Barbara Baldissera · Marinella Canclini · Marta Capurso · Francesca Colturi                        | Bułgaria · Ewgenija Radanowa · Danieła Właewa · Marina Georgiewa · Anna Krystewa                       |
| Sheffield 2000    | Chiny · Wang Chunlu · Yang Yang (A) · Yang Yang (S) · Sun Dandan                                 | Korea Południowa · An Sang-mi · Joo Min-jin · Choi Min-kyung · Park Hye-won                                 | Kanada · Alanna Kraus · Annie Perreault · Isabelle Charest · Tania Vicent                              |
| Jeonju 2001       | Chiny · Wang Chunlu · Yang Yang (S) · Yang Yang (A) · Sun Dandan                                 | Korea Południowa · Choi Min-kyung · Park Hye-won · Park Hye-rim · Jeon Da-hye                               | Bułgaria · Danieła Właewa · Marina Georgiewa · Anna Krystewa · Ewgenija Radanowa                       |
| Montreal 2002     | Korea Południowa · Choi Eun-kyung · Choi Min-kyung · Joo Min-jin · Ko Gi-hyun                    | Chiny · Wang Wei · Liu Xiao Ying · Wang Chunlu · Fu Tianyu                                                  | Kanada · Alanna Kraus · Amélie Goulet-Nadon · Annie Perreault · Marie-Ève Drolet                       |
| Warszawa 2003     | Chiny · Wang Chunlu · Fu Tianyu · Yang Yang (A) · Wang Meng                                      | Kanada · Tania Vicent · Alanna Kraus · Annie Perreault · Amélie Goulet-Nadon                                | Bułgaria · Danieła Właewa · Marina Georgiewa · Anna Krystewa · Ewgenija Radanowa                       |
| Göteborg 2004     | Korea Południowa · Ko Gi-hyun · Kim Min-jee · Choi Eun-kyung · Byun Chun-sa                      | Chiny · Cheng Xiaolei · Fu Tianyu · Liu Xiaoying · Wang Meng                                                | Włochy · Mara Zini · Katia Zini · Catia Borrello · Marta Capurso                                       |
| Pekin 2005        | Kanada · Alanna Kraus · Kalyna Roberge · Chantale Sevigny · Tania Vicent                         | Chiny · Yang Yang (A) · Wang Meng · Fu Tianyu · Cheng Xiaolei                                               | Francja · Stéphanie Bouvier · Myrtille Gollin · Celine Lecompere · Choi Min-Kyung                      |
| Minneapolis 2006  | Chiny · Wang Meng · Fu Tianyu · Cheng Xiaolei · Zhu Milei                                        | Kanada · Kalyna Roberge · Amanda Overland · Tania Vicent · Alanna Kraus                                     | Włochy · Katia Zini · Mara Zini · Marta Capurso · Arianna Fontana                                      |
| Mediolan 2007     | Korea Południowa · Jeon Ji-soo · Byun Chun-sa · Jung Eun-ju · Jin Sun-yu                         | Chiny · Zhu Milei · Fu Tianyu · Zhou Yang · Cheng Xiaolei                                                   | Kanada · Kalyna Roberge · Amanda Overland · Anne Maltais · Annik Plamondon · Chiyoko Sugiara           |
| Gangneung 2008    | Korea Południowa · Jung Eun-ju · Yang Shin-young · Park Seung-hi · Kim Min-jung · Shin Sae-bom   | Kanada · Amanda Overland · Tania Vicent · Jessica Gregg · Anne Maltais · Kalyna Roberge                     | Chiny · Liu Qiuhong · Wang Meng · Meng Xiaoxue · Zhou Yang · Fu Tianyu                                 |
| Wiedeń 2009       | Chiny · Wang Meng · Zhou Yang · Zhang Hui · Liu Qiuhong                                          | Korea Południowa · Kim Min-jung · Jung Ba-ra · Shin Sae-bom · Yang Shin-young                               | Kanada · Valérie Maltais · Kalyna Roberge · Jessica Gregg · Jessica Hewitt                             |
| Sofia 2010        | Korea Południowa · Kim Min-jung · Cho Ha-ri · Park Seung-hi · Lee Eun-byul                       | Kanada · Jessica Gregg · Kalyna Roberge · Tainia Vicent · Marianne St-Gelais                                | Stany Zjednoczone · Kimberly Derrick · Lana Gehring · Katherine Reutter · Alyson Dudek                 |
| Sheffield 2011    | Chiny · Li Jianrou · Liu Qiuhong · Zhang Hui · Fan Kexin · Xiao Han                              | Holandia · Jorien ter Mors · Annita van Doorn · Yara van Kerkhof · Sanne van Kerkhof                        | Kanada · Marie-Ève Drolet · Jessica Hewitt · Valérie Maltais · Marianne St-Gelais                      |
| Szanghaj 2012     | Chiny · Liu Qiuhong · Kong Xue · Fan Kexin · Li Jianrou                                          | Stany Zjednoczone · Lana Gehring · Jessica Smith · Emily Scott · Tamara Frederick                           | Korea Południowa · Cho Ha-ri · Choi Jung-won · Son Soo-min · Lee Eun-byul                              |
| Debreczyn 2013    | Chiny · Fan Kexin · Liu Qiuhong · Wang Meng · Zhou Yang                                          | Kanada · Marie-Ève Drolet · Jessica Hewitt · Valérie Maltais · Marianne St-Gelais                           | Japonia · Ayuko Ito · Yui Sakai · Biba Sakurai · Sayuri Shimizu                                        |
| Montreal 2014     | Chiny · Fan Kexin · Han Yutong · Kong Xue · Liu Qiuhong                                          | Kanada · Jessica Gregg · Jessica Hewitt · Valérie Maltais · Marianne St-Gelais                              | Włochy · Arianna Fontana · Cecilia Maffei · Lucia Peretti · Elena Viviani                              |
| Moskwa 2015       | Korea Południowa · Noh Do-hee · Shim Suk-hee · Kim A-lang · Choi Min-jeong                       | Chiny · Fan Kexin · Han Yutong · Lin Yue · Tao Jiaying                                                      | Włochy · Arianna Fontana · Lucia Peretti · Arianna Valcepina · Elena Viviani                           |
| Seul 2016         | Korea Południowa · Noh Do-hee · Shim Suk-hee · Choi Min-jeong · Lee Eun-byul                     | Kanada · Audrey Phaneuf · Kasandra Bradette · Valérie Maltais · Marianne St-Gelais                          | Rosja · Sofija Proswirnowa · Jekatierina Jefriemienkowa · Emina Malagicz · Jewgienija Zacharowa        |
| Rotterdam 2017    | Chiny · Fan Kexin · Guo Yihan · Zang Yize · Lin Yue                                              | Węgry · Bernadett Heidum · Andrea Keszler · Sára Bácskai · Petra Jászapáti                                  | Japonia · Ayuko Ito · Hitomi Saito · Sumire Kikuchi · Aoi Watanabe                                     |
| Montreal 2018     | Korea Południowa · Choi Min-jeong · Kim A-lang · Kim Ye-jin · Lee Yu-bin · Shim Suk-hee          | Holandia · Suzanne Schulting · Yara van Kerkhof · Lara van Ruijven · Rianne de Vries                        | Kanada · Kim Boutin · Kasandra Bradette · Jamie Macdonald · Valérie Maltais · Marianne St-Gelais       |